# Goshen (Arkansas)
Goshen – miasto w Stanach Zjednoczonych, w stanie Arkansas, w hrabstwie Washington.

## Demografia
W roku 2010 miasto zamieszkiwało 1071 osób, a gęstość zaludnienia wynosiła 36,6 osoby/km². W roku 2023 liczba mieszkańców wyniosła 2299 osób, a gęstość zaludnienia do 78,5 osoby/km². W ciągu 13 lat liczba mieszkańców Goshen zwiększyła się ponad 2,1-krotnie.